# 廚刀

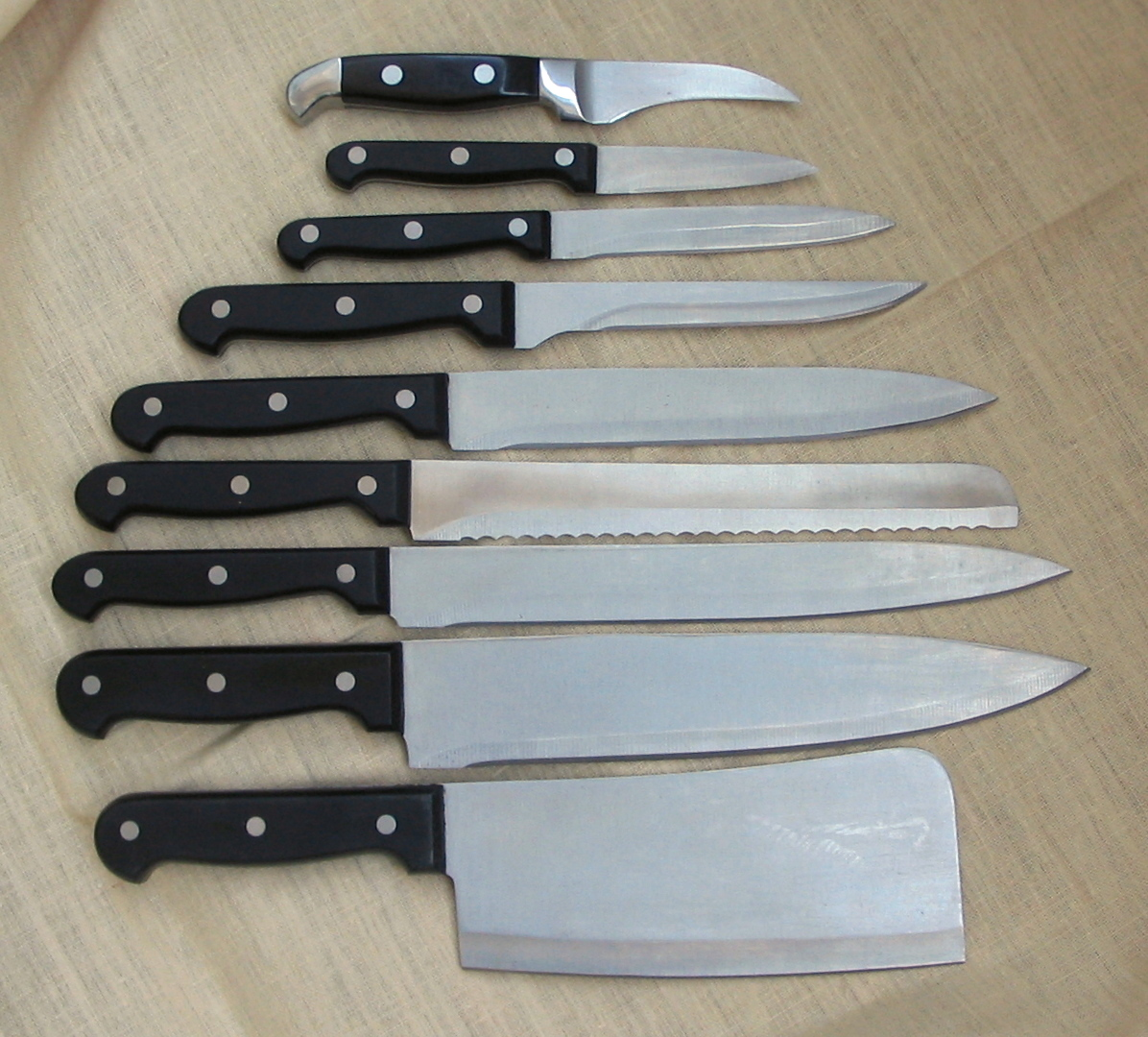
各種厨刀

廚刀（英語：Kitchen knife）是指在處理食物時所使用的刀具。在市面上有許多針對不同目的所設計的特殊菜刀，用來製造菜刀的材料也會有所不同。

## 厨刀的種類
厨刀有非常多的種類，除了依據各種目的設計的菜刀之外，也可分為中式菜刀、日式菜刀和洋式菜刀。日式菜刀通常是搭配在砧板上使用，切斷食材後砧板可防止刀刃受損。而洋式菜刀則是大部份可直接在調理台上使用。
- 剁刀：砍、剁肉類，也可將骨頭剁成小塊。刀片較厚，重量也較重。
- 片刀：切肉絲、將瓜果類切成片、切蔬菜皆宜。
- 水果刀：切水果與較小型的食物。
- 鋸齒刀：適合切較多水分的水果。

### 日式厨刀

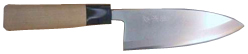
出刃庖丁

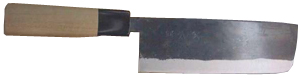
薄刃庖丁

日本的厨刀稱為「庖丁」，是來自中國古代《莊子》養生主篇中對廚師的稱呼「庖丁」，現在日語新字體作「包丁」。
- 出刃庖丁，主要用在魚的料理上。
- 薄刃庖丁，主要用在蔬菜的處理上。
- 刺身庖丁，專門用於處理生魚片，是日式菜刀中最細的刀子。
- 鮪庖丁（マグロ包丁），專門用於切割黑鮪魚，刀刃約長達40～60公分，可處理大型的黑鮪魚。
- 鰻魚庖丁（ウナギ割），用來割開鰻魚，在日本各地的形狀有所不同。

### 西式厨刀

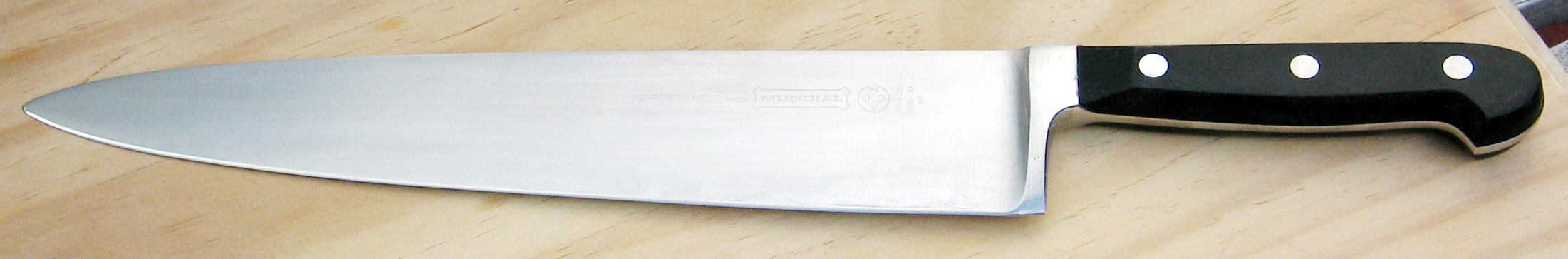
主廚刀

#### 一般用途
- 主廚刀（Chef's knife）是一種綜合用途的菜刀，刀刃的部份為弧形，搭配砧板使用可做出更精確的切割。主廚刀長度約為15～30公分，最常見的為20公分。
- 麵包刀（Bread knife）通常刀刃邊緣有鋸齒，長度約在15～25公分之間。鋸齒的刀刃可輕鬆切開麵包等表皮堅硬但內部柔軟的食材。
- 削皮刀（Paring）
- 工具刀（Utility）

#### 肉類用菜刀

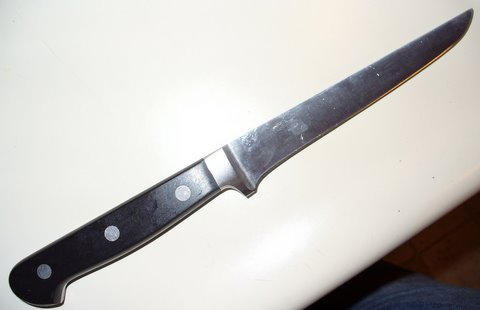
去骨刀

- 切肉刀（Carving）
- 切片刀（Slicing Knife）
- 大型切肉刀（Cleaver）

- 去骨刀（Boning）
- 切魚刀（Fillet）
- 火腿切片刀（Ham slicer）

### 特殊用途的厨刀
- 切番茄刀

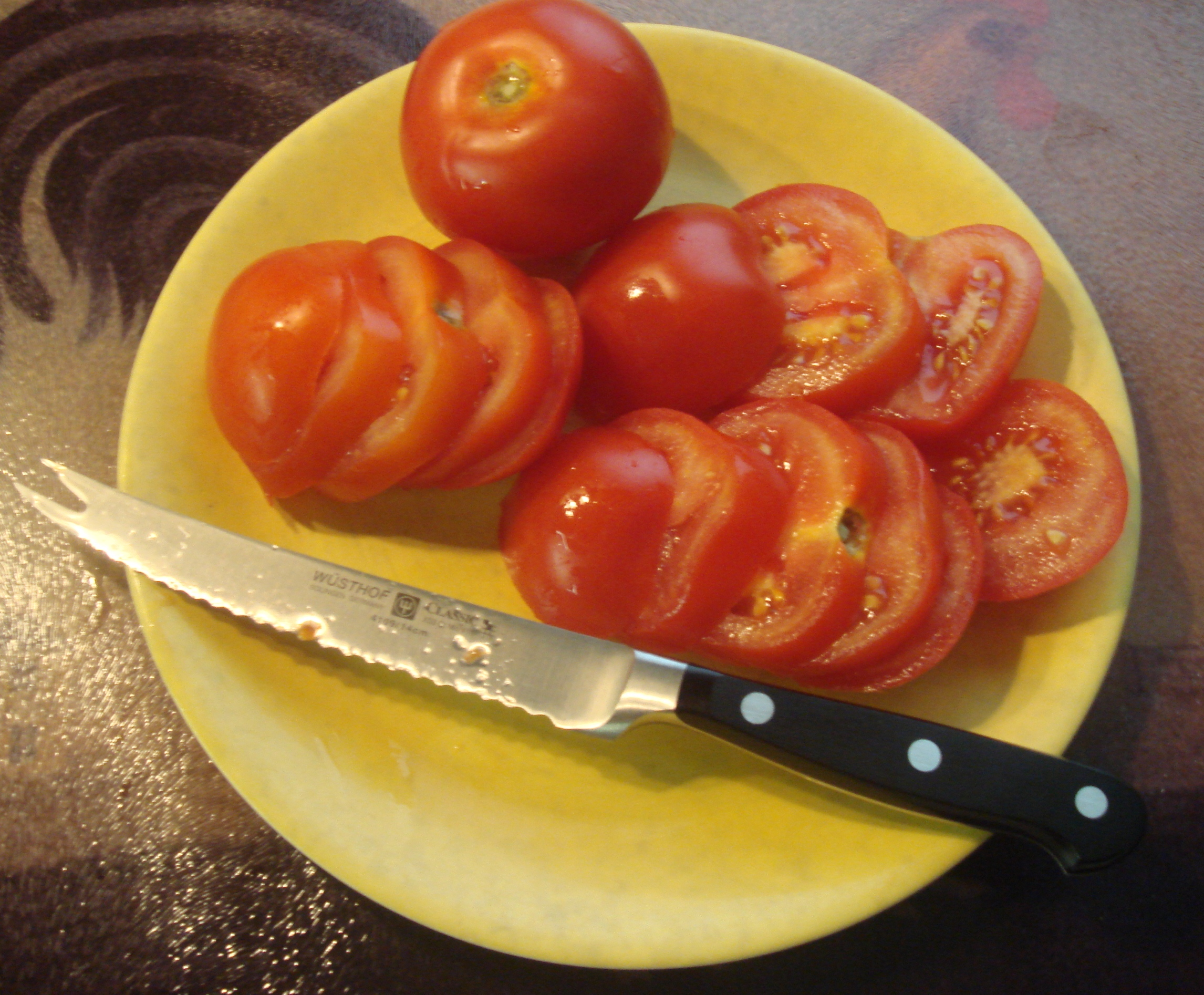
番茄刀和切好的番茄

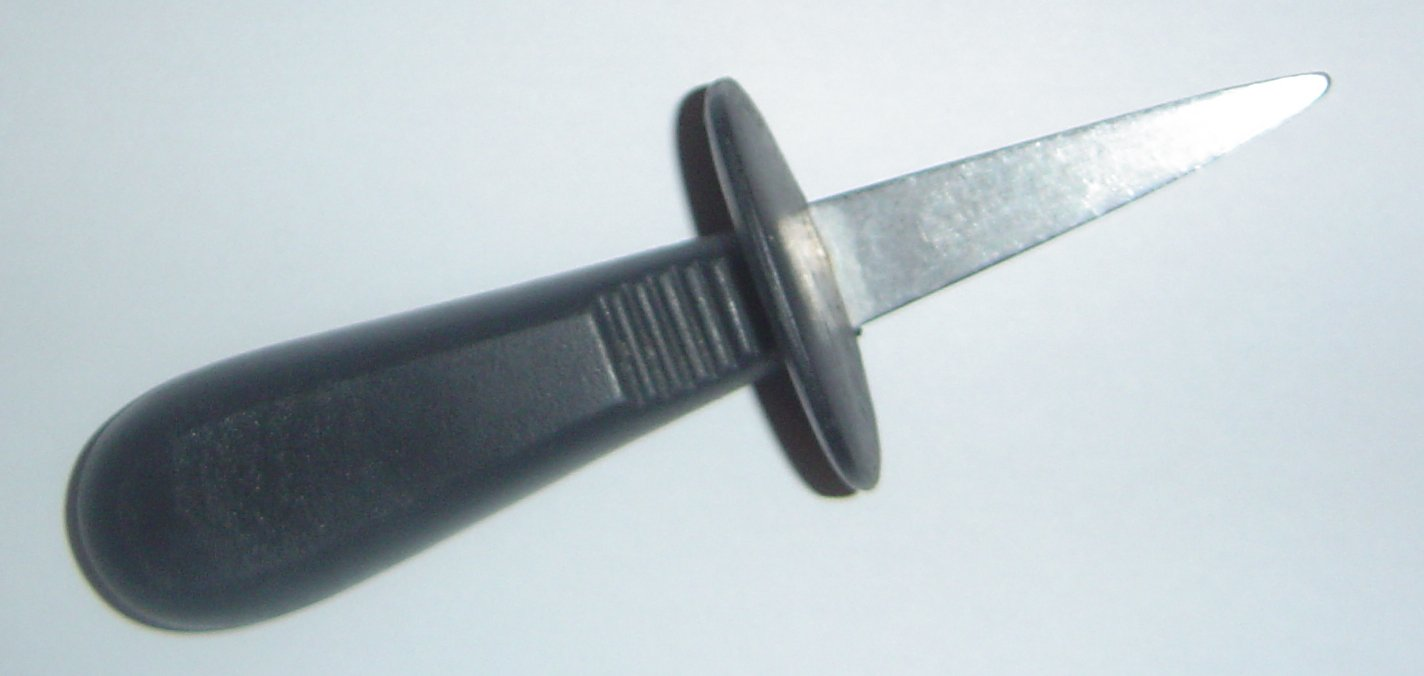
牡蠣刀

- 牡蠣刀，用來打開牡蠣殼的刀具，從殼縫中插入並割斷貝柱，已打開牡蠣殼
- 西瓜刀，刀刃長度約在35公分以上，用於切西瓜
- 香料刀

## 材料
- 鋼

例如：金門菜刀使用金门砲战期間中國人民解放軍砲擊金門的砲彈彈殼所製造
- 不鏽鋼
- 陶瓷材料

## 知名的厨刀產地

### 亞洲
- 大阪府堺市、大阪市
- 岐阜県关市
- 福井県越前市
- 高知県高知市、安藝市、南国市、須崎市、土佐清水市、香美市
- 山形県山形市
- 神奈川県鎌倉市
- 千葉県柏市
- 新潟県長岡市（与板地域）
- 新潟県三条市
- 新潟県燕市
- 長野県長野市、千曲市、上水内郡信濃町、飯綱町
- 兵庫県三木市
- 鳥取県倉吉市
- 島根県安来市
- 岡山県津山市、新見市
- 福岡県八女市
- 中華民國金門的金門菜刀 - 以八二三砲戰的砲彈鑄成。

### 歐洲
- 德國索林根 - 號稱刀具之城
- 法國多姆山省蒂耶尔
- 英國雪菲爾 - 除了菜刀外也是英格蘭餐具生產的主要中心。

## 相關
- 砧板
- 磨刀石

## 外部連結
- Cooking For Engineers （页面存档备份，存于） - explains common kitchen knives